# Защитни механизми (психоанализа)
Вижте пояснителната страница за други значения на Защитни механизми.
Защитните механизми са психични стратегии, чрез които се редуцират или избягват негативните състояния като конфликт, фрустрация, тревожност и стрес. Приема се, че повечето хора са мотивирани да редуцират тези негативни състояния и са известни много разнообразни стратегии. Повечето от теоретизирането по отношение на защитните механизми е осигурено от психодинамично ориентираните автори и предимно Зигмунд Фройд. Напоследък обаче се предлагат алтернативни обяснения на някои от въпросните поведения от автори, придържащи се към различни перспективи.
Макар съществуването и ефектите на различните защитни механизми да са широко приети, голяма част от това приемане се основава само на казусни изследвания (изследвания с едно лице) или действителни случки, а не на контролирани научни проучвания. Три момента трябва да се осъзнаят по отношение на защитите по принцип. Първо, защитните механизми се използват за избягване или редуциране на негативните емоционални състояния. Второ, повечето защитни механизми включват изкривяване на реалността. Трето, хората обикновено не съзнават използването си на повечето защитни механизми. Ако осъзнаваха своите изкривявания, нямаше да са ефективни за редуциране на негативните емоционални състояния.

## Изтласкване
Изтласкването е селективно (избирателно) забравяне на материал, свързан с конфликт и стрес. Два момента трябва да се отбележат по отношение на изтласкването. Първо, изтласкването е мотивирано селективно забравяне: то е загуба, чиято цел е селективно да елиминира от съзнанието спомени или свързани асоциации, които карат човека да преживява конфликт или стрес. Второ, изтласканият материал не е загубен, а по-скоро е съхранен в безсъзнателното. Ако негативното чувство, свързано с материала, се елиминира, някога изтласканият материал може да се върне в съзнанието, без да трябва да се учи наново.

## Потискане
При потискането човек избягва стресиращи мисли, като не мисли за тях. Тъй като е трудно да не се мисли, потискането обикновено включва мислене за други, нестресиращи неща, които могат да заменят стресиращите мисли – факт, който кара някои автори да наричат това избягващо мислене или отклоняване на вниманието. Потискането се различава от изтласкването по това, че при потискането предизвикващата стрес мисъл е налична, но се игнорира и се блокира от други мисли, а не е напълно отпратена в безсъзнателното, както е в случая с изтласкването.

## Отричане
При отричането човек не обръща внимание на предизвикващите страх аспекти на ситуацията и променя интерпретацията на ситуацията така, че я разглежда като по-малко заплашителна.
Отричането се различава от потискането по това, че човек селективно обръща внимание и интерпретира наново, а не изличава преживяването от съзнанието си. Тъй като интепретирането наново играе основна и уникална роля при отричането, някои изследователи използват термините предефиниране и преоценка като „етикети“ за тази защитна стратегия.

## Проекция
Проекцията включва атрибутиране на личностни характеристики или мотивации на другите хора като функция на собствените личностни характеристики и мотивации. Идентифицирани са три типа проекция. При атрибутивната проекция човек съзнава притежаването на определена черта и след това я атрибутира на друг човек. При тази проекция човек проектира своя нежелана черта върху известни и уважавани личности, което му помага да преосмисли тази своя черта и да направи притежаването и по-малко стресиращо.
При допълващата проекция човек съзнава определена характеристика или чувство и атрибутира тяхната причина на друг човек. Обикновено се приема, че тя служи на защитна функция, като помага на човека да се види в хармония със света и да оправдае собствените си чувста или дейности.
И накрая е класическата проекция, при която дадена черта или характеристика, е изтласкана в несъзнаваното и човек не подозира съществуването ѝ, но я проектира върху друг човек, без да си дава сметка за наличието на тази черта у самия себе си.

## Регресия
Понятието за регресия приема, че когато е изправен пред конфликт, стрес и особено фрустрация, човек може да се върне към по-ранен етап от живота, в който е имал сигурност, за да избегне настоящия конфликт или стрес. Фройд идентифицира два типа регресия. При обективната регресия фрустриран човек, опитващ се да получи удовлетворение от обект (или човек), може да се върне за това при обект (човек), от който преди се е получавало удовлетворяването. При регресията на нагона човек, фрустриран по един нагон, може да получи удовлетворяване, като работи за удовлетворяването на друг нагон.

## Идентификация
Когато използва идентификацията, човек приема върху себе си личностните характеристики на друг човек. В психоаналитичната теория идентификацията най-често се свързва с понятието за Едипов комплекс. Когато момчето осъзнае своите чувства към майка си и това, че баща му е противник в случая, в края на периода на Едиповия комплекс момчето се идентифицира със своя „противник“ бащата, за да избегне чувството за вина и страха от кастрация. Аналогичен е случая при момичето, което е в периода на Комплекса на Електра, което се идентифицира с майката. В този случай ако има братче, момичето установява, че на него му липсва пенис и си мисли (вероятно поради заплахите за кастриране към момчето), че е бил отрязан на него поради неспослушанието си за това, което чувства.

## Компенсация
Когато човек вярва, че е по някакъв начин малоценен, може да се опита да преодолее тези чувства и свързаната с тях тревожност, като полага допълнителни усилия в областта, в която се чувства малоценен. Такова поведение се нарича компенсация и неговата защитна употреба е била подчертавана в трудовете на Алфред Адлер, който е вярвал, че голяма част от нашите жизнени стилове е детерминирана от опитите ни да преодолеем реални или въображаеми слабости.

## Формиране на реакция
Фройд смята, че ако има възможност заплашителен изтласкан материал да се върне в съзнанието, човек може да се опита да подкрепи изтласкването, като използва поведения, диаметрално противоположни на типа поведения, които биха произтекли от изтласкания материал. Ако човек намира хомосексуалността за заплашваща и има изтласкани хомосексуални тенденции, за да подкрепи изтласкването, той може да се ангажира в прекомерни хетеросексуални дейности.

## Рационализация
Рационализацията може да се определи като използване на „добри“ причини, но не истинските причини за държането по определен начин. С тази стратегия човек може да осигури рационално обяснение на поведението и правейки това, да скрие от себе си и от другите по-малко подходящата мотивация. Психоаналитикът Ерих Фром казва по въпроса:
„Психоанализата открива ново измерение на истината; тя показва, че истинската вяра в твърдението не е достатъчна за да се установи неговата истинност; само чрез разбиране на собствените несъзнателни процеси човекът може да узнае, дали става дума за рационализация или за истина: Тук лесно може да възникнат неясности. Сега обсъждаме, явява ли се мотивът, който човекът смята за причина на своите действия, истински мотив. Не става дума за истинността на рационализираното твърдение като такова. Нека да дадем прост пример: ако човек не излиза от дома си, страхувайки се да не срещне някой, но за причина да посочи силния дъжд, то той рационализира. Истинската причина е страхът, а не дъждът. При това само по себе си рационализираното твърдение, а именно, дъждът, може да бъде и истинно.“. Тоест навън наистина може да вали дъжд, но не това да е истинската причина, поради която индивида не иска да излезе.

## Интелектуализация
Интелектуализацията е опит за овладяване инстинктивните процеси чрез свързването им с идеи, които могат да бъдат разработвани в съзнанието. Ана Фройд забелязва, че интелектуализацията е присъща за периода на юношеството, тъй като тогава е и най-голямата опасност, свързана с мощните и количествено големи импулси от инстинктивната сфера. В спасението чрез интелектуализация юношата засилва абстрактните си интереси или дебати по философски, религиозни и други теми, като темите, от които те се интересуват, са същите, породили конфликтите между различните психични структури.

## Сублимация
Сублимацията се появява, когато човек обръща енергията, свързана с неприемлив импулс или нагон, в социално приемлива дейност. Такива преобръщания са били предлагани като обяснение на мотивацията зад много творчески, научни и културни дейности. Фройд дава пример, че един човек би сублимирал садистичния импулс като стане например хирург.

## Изместване
Изместването се изразява в замяна насочеността на своята активност от опасен към безопасен обект или в промяна начина на въздействие върху заплашващ обект. Активизиране на тази защитна мярка става при възникване на фрустрираща ситуация. Фрустраторът – човек или специфичен предмет – не може да се преодолее с директна агресия. Индивидът се чувства безсилен, обиден, беззащитен, неуважаван. Той не може да се справи с човека, изпъкващ като преграда. Отрицателните чувства, които са го обхванали, се ограничават като биват насочени възмездяващите усилия към друг обект, който не притежава увреждащи възможности.

## Други защитни механизми
- При изолацията човек отделя емоцията от подходящото съдържание и по този начин се справя хладнокръвно с теми, които иначе биха били заплашващи или емоционално претоварващи.
- Отменянето се появява когато човек действа по неподходящ начин, предизвикващ тревожност, и след това се държи по противоположния начин, така че да обърне или да балансира първоначалното поведение, като по този начин елиминира тревожността, породена от първоначалното поведение.